# Рогаев, Евгений Иванович
Евгений Иванович Рогаев (род. 31 октября 1960, Петровка, Мариинский район, Кемеровская область, РСФСР, СССР) — российский учёный, доктор биологических наук, заведующий лабораторией эволюционной геномики Института общей генетики имени Н. И. Вавилова Российской академии наук, директор научного центра генетики и наук о жизни научно-технологического университета «Сириус». Дважды лауреат Государственной премии Российской Федерации (1996, 2017). Академик РАН (2022).

## Биография

### Начало
Евгений Иванович Рогаев родился 31 октября 1960 года в селе Петровка Мариинского района Кемеровской области.
В 1983 году окончил кафедру генетики и селекции биологического факультета Московского государственного университета. В 1985—1990 годах работал научным сотрудником и заведующим лабораторией в Научном центре психического здоровья Российской академии медицинских наук. В 1988 году получил учёную степень кандидата биологических наук на основании защиты диссертации «Экспериментальный поиск и молекулярно-генетический анализ повторяющихся последовательностей ДНК, нестабильных в геноме человека».
После открытия в 1985 году Алеком Джеффрисом большого количества разнообразных минисателлитов в геноме человека и разработки им метода генетической дактилоскопии на основании изучения вариабельности локусов по образцам человеческих тканей, Рогаев обнаружил аналогичный полиморфизм на других участках генов и приступил к внедрению ДНК‑анализа в сферу советской и российской судебно-медицинской экспертизы. Так, в 1987—1988 годах генетическая дактилоскопия была впервые применена для установлению отцовства в уголовных и гражданских делах, а в 1988—1991 годах успешно апробирована уже в десятках дел для идентификации личности или установления родства по образцам крови, спермы или клеточных тканей трупов.

### Научная работа
В начале 1990-х годов уехал в США. В 1992—1995 годах был приглашённым учёным и профессором в Торонтском университете. В 1996 году стал доктором биологических наук, защитив диссертацию на тему «Выявление гипервариабельных участков генома и поиск генетических локусов наследственных болезней человека». Во время работы в Торонто сыграл ведущую роль в определении генов, ответственных за болезнь Альцгеймера. Так, группа учёных из разных стран при участии Рогаева выявила новое семейство генов, названных пресенилинами, обнаружив, что мутации именно в них приводят к развитию ранних форм данной болезни. Благодаря его исследованиям был также выявлен локус гена, ответственного за развитие врождённой катаракты. В рамках изучения ДНК-анализов некоторых представителей ряда народов Поволжья, в частности марийцев и чувашей, у которых наблюдался наследственный гипотрихоз, группа учёных под руководством Рогаева совместно с научным коллективом под началом академика Евгения Гинтера выявила ген LIPH, отвечающий за регуляцию роста волос, приблизившись таким образом к разработке медикаментозных средств для воздействия на данный ген и борьбы с облысением.

### Участие в идентификации останков Романовых
В 1990-х годах стал приглашённым экспертом при комиссии по идентификации останков царской семьи. По итогам ДНК-анализа и сравнения образцов фрагмента левой берцовой кости скелета № 4 и крови Тихона Куликовского-Романова, племянника Николая II, Рогаев на основании экспертиз, проведённых в лабораториях Торонтского университета и Научного центра психического здоровья РАМН, установил, что данный костный образец принадлежит именно российскому императору, а остальные останки его детям — Ольге, Татьяне, Анастасии — и соответственно его супруге и их матери — Александре Фёдоровне.
После обнаружения в 2007 году фрагментов ещё двух останков, под которыми подразумевались дети царской четы — Мария и Алексей, Рогаев вместе с сотрудниками Института общей генетики и Медицинской школы университета Массачусетса провёл несколько новых генетических экспертиз. Их результаты, одобренные первооткрывателем структуры ДНК лауреатом Нобелевской премии Джеймсом Уотсоном, были опубликованы в журналах «Proceedings of the National Academy of Sciences», «Science», а также «Acta Naturae». Рогаев сравнил генетические образцы первой и второй групп останков друг с другом, а также с кровью с хранящейся в Эрмитаже рубашки Николая II, бывшей на нём во время покушения в 1891 году в Японии, ДНК Георгия Александровича, его брата, и с данными генотипа британской королевы Виктории, приходящейся Александре Федоровне бабушкой. Полученные результаты с выявленными уникальными особенностями ДНК свидетельствовали, что имеющиеся останки без сомнений принадлежат Николаю II, его жене Александре Федоровне, их четырём дочерям (Ольге, Татьяне, Марии и Анастасии) и сыну (Алексею). Кроме того в генотипе Алексея была выявлена мутация, из-за которой он болел гемофилией, передавшейся ему от матери Александры Федоровны, которая в свою очередь получила её от матери, принцессы Алисы, а та — от королевы Виктории. Та же мутация гемофилии типа «B» была выявлена не только у Александры Федоровны, но и у её дочери Анастасии, сестры Алексея. Ввиду сомнений в руководстве Русской православной церкви по поводу проведённых экспертиз и подлинности останков, в 2015 году было принято решение о проведении новых исследований.
После эксгумации останков императора Николая II и императрицы Александры Федоровны, проведённой при участии представителей РПЦ и Следственного комитета РФ, сотрудниками Института общей генетики под началом Рогаева было установлено, что образцы челюсти и позвонка императора совпадают с данными крови с рубашки и ДНК из других образцов скелета, а участки митохондриальной ДНК императрицы совпадают с вариантами королевы Виктории. Позже была проведена эксгумация останков Александра III (отца Николая II), а также взяты смывы следов крови с одежды Александра II (отца Александра III и деда Николая II), которая была на нём во время покушения 1 марта 1881 года и ныне хранится в Эрмитаже, и по результатам анализов было подтверждено их родство с Николаем II. О результатах новых исследований ничего официально не сообщалось.

### На руководящих постах

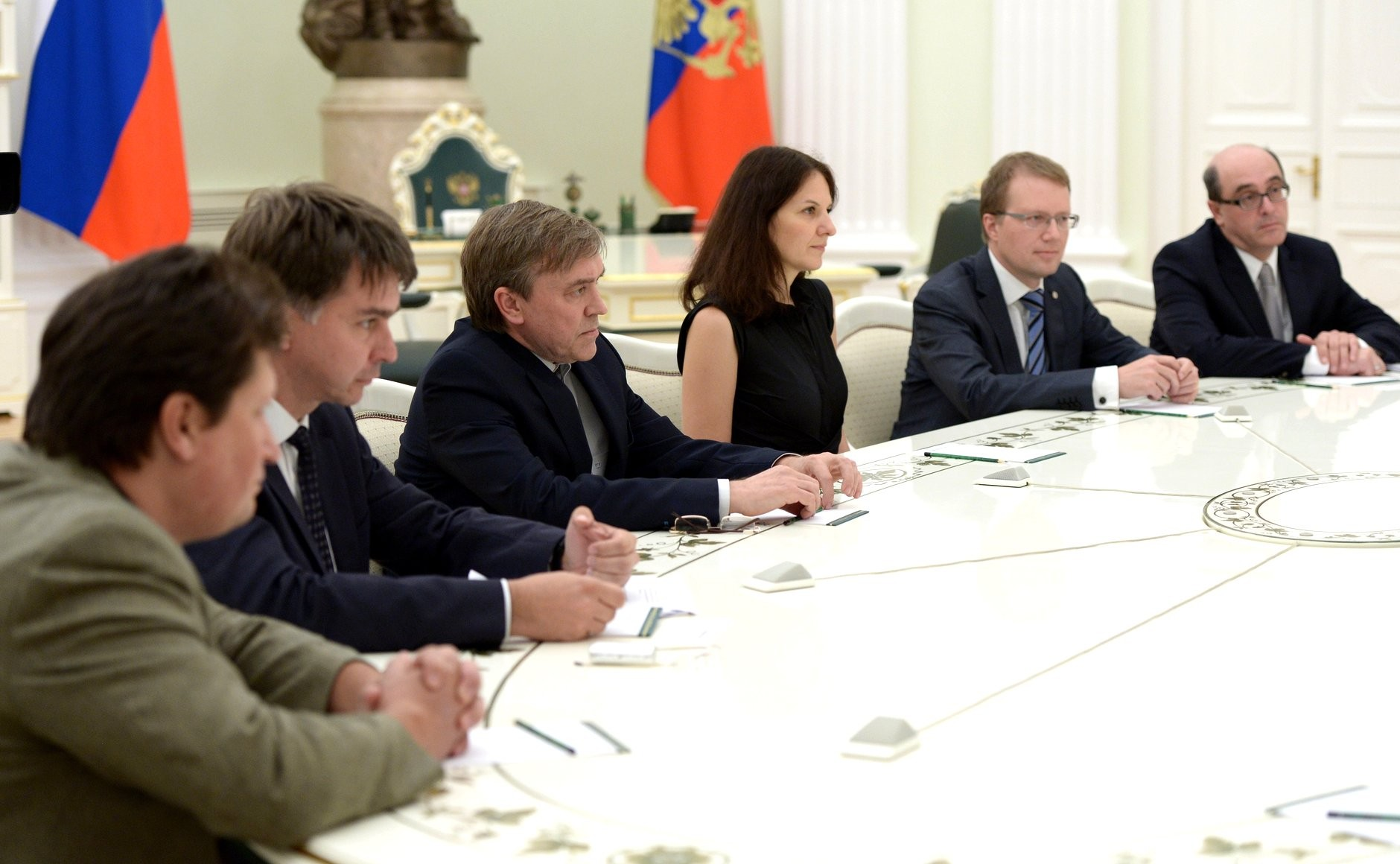
Рогаев с мегагрантниками на встрече с Путиным, 2016 год

В 1990—2012 годах был заведующим лабораторией молекулярной генетики мозга Научного центра психического здоровья РАМН. В 2002 году стал профессором МГУ по специальности «генетика». В том же году стал профессором психиатрии в нейропсихиатрическом исследовательском институте Брудника в Медицинской школе университета Массачусетса. В 2009—2017 годах был профессором факультета биоинженерии и биоинформатики МГУ.
В 2013 году стал победителем третьего конкурса на получение грантов правительства Российской Федерации для «государственной поддержки научных исследований, проводимых под руководством ведущих ученых в российских вузах» по направлению «идентификация генов, ответственных за функции мозга и патологии, на основе экспериментального исследования и биоинформатической реконструкции генных сетей нейробиологических процессов». Благодаря этому, в том же году основал Центр нейробиологии и нейрогенетики мозга в Институте цитологии и генетики Сибирского отделения Российской академии наук. В 2016 году как руководитель данного центра принял участие во встрече «мегагрантников» с президентом России Владимиром Путиным, по итогам которой было принято решение о создании Президентской программы поддержки ученых, реализуемой через Российский научный фонд.
В 2017 году стал профессором кафедры генетики и заведующим центром генетики и генетических технологий биологического факультета МГУ, а в 2018 году — заведующим самой кафедрой. В настоящее время является заведующим лабораторией эволюционной геномики отдела геномики и генетики человека Института общей генетики им. Н.И. Вавилова РАН. В 2019 году рекомендован в члены-корреспонденты РАН и затем избран. По состоянию на 2019 год, индекс Хирша Рогаева в «Google Scholar» равен 45.
В 2020 году назначен руководителем магистерской программы «Геномика и здоровье человека» при МГУ, организованной совместно с компанией «Роснефть». В том же году возглавил центр генетики и наук о жизни в научно-технологическом университете «Сириус».

## Награды

### Государственные

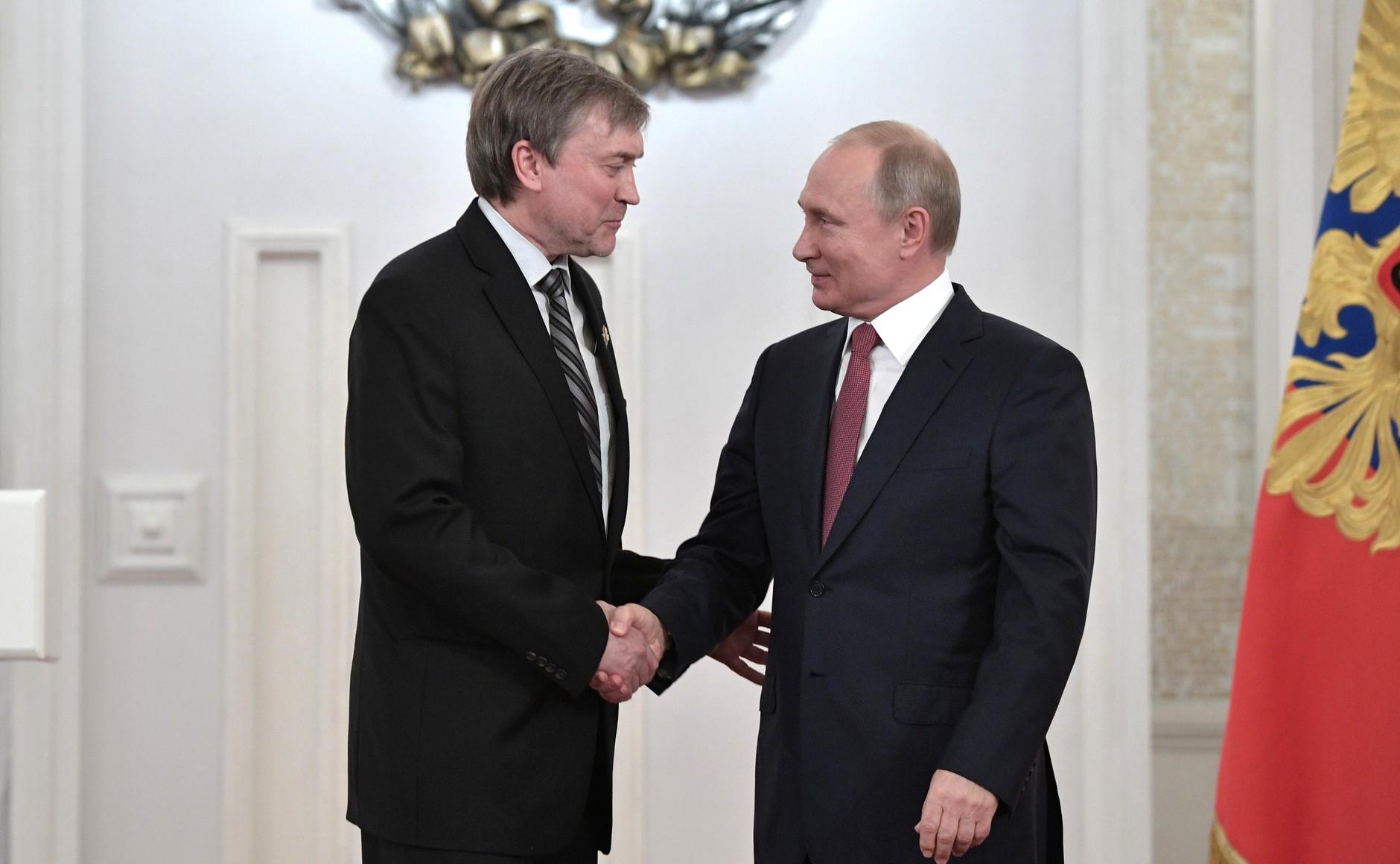
Рогаев с Путиным на церемонии награждения, 2018 год

- Государственная премия Российской Федерации в области науки и техники за 1996 год (18 июня 1996 года) — «за разработку теоретических и прикладных проблем геномной дактилоскопии»[55][56].
- Государственная премия Российской Федерации в области науки и технологий за 2017 год (8 июня 2018 года) — «за обнаружение генов и молекулярно-генетических механизмов, ответственных за наследственные болезни человека»[57][58]. Таким образом, стал дважды лауреатом госпремии[2]. Знак лауреата вручён президентом России Владимиром Путиным на церемонии в Московском Кремле[59].

### Научные
- Первый приз Всесоюзного биохимического общества (1988 год)[60].
- Премия молодых ученых Всесоюзного общества медицинской генетики (1991 год)[60].
- Серебряная медаль ВДНХ (1991 год)[60].
- Премия «Travel Award» от Ассоциации университетов и колледжей Канады[англ.] (1993 год)[60].
- Стипендия Европейского общества генетики человека[англ.] (1995 год)[60].
- Грант Международному учёному Говарда Хьюза[англ.] (1995 год)[61].
- Премия имени А. А. Баева за фундаментальные достижения в рамках Федеральной целевой НТП «Геном человека» (1997 год)[60][62].
- Грант президента Российской Федерации для молодых ученых (1998 год)[60].
- Победитель конкурса научно-популярных статей Российского фонда фундаментальных исследований за работу «Гены и поведение» (1999 год)[60][63].
- Грант Международного центра Фогарти[англ.] (2000 год)[60].
- Грант фонда им. Т. Л. Л. Темпла и Ассоциации Альцгеймера[англ.] (2003 год)[60][62].
- Премия фонда Стэнли[англ.] (2005 год)[60].
- Премия выдающемуся исследователю[англ.] от Национального альянса исследования шизофрении и депрессии[англ.] (2008 год)[64].
- Грант Национального географического общества (2008 год)[65].
- Членство в Европейской академии (2010 год)[66].
- Стипендиат «NeuroCure[нем.]» (2016 год)[67].
- Звание члена-корреспондента Российской академии наук (2019 год)[68].

## Личная жизнь
Живёт на две страны — Россию и США.